# The Endless River
The Endless River – album brytyjskiego zespołu Pink Floyd, wydany 10 listopada 2014. Wydawnictwo trafiło na rynek za pośrednictwem wytwórni Parlophone i Columbia Records.
Tytuł tego albumu to słowa z utworu „High Hopes”. Album jest hołdem dla Richarda Wrighta – klawiszowca zespołu, który zmarł 15 września 2008.
Jest to trzeci album nagrany pod wodzą Davida Gilmoura po wydaniu w 1987 roku A Momentary Lapse of Reason i w 1994 roku The Division Bell.
Album ten jest w większości instrumentalny. Wyjątkiem jest utwór „Louder than Words”, do którego tekst napisała Polly Samson, żona lidera zespołu. Wcześniej, także ona stworzyła teksty na płytę The Division Bell oraz solowego albumu Gilmoura – On an Island z 2006 roku.
Tytuł albumu to przedostatnie zdanie utworu „High Hopes” z płyty The Division Bell.
Wideoklip do utworu „Louder Than Words” wyreżyserował Aubrey Powell, który wcześniej zrobił teledysk do „Marooned” z okazji 20-lecia albumu The Division Bell.
W latach 1995–2005 oraz 2005–2014 zespół nie prowadził działalności muzycznej.
W Polsce album uzyskał status potrójnie platynowej płyty.

## Produkcja

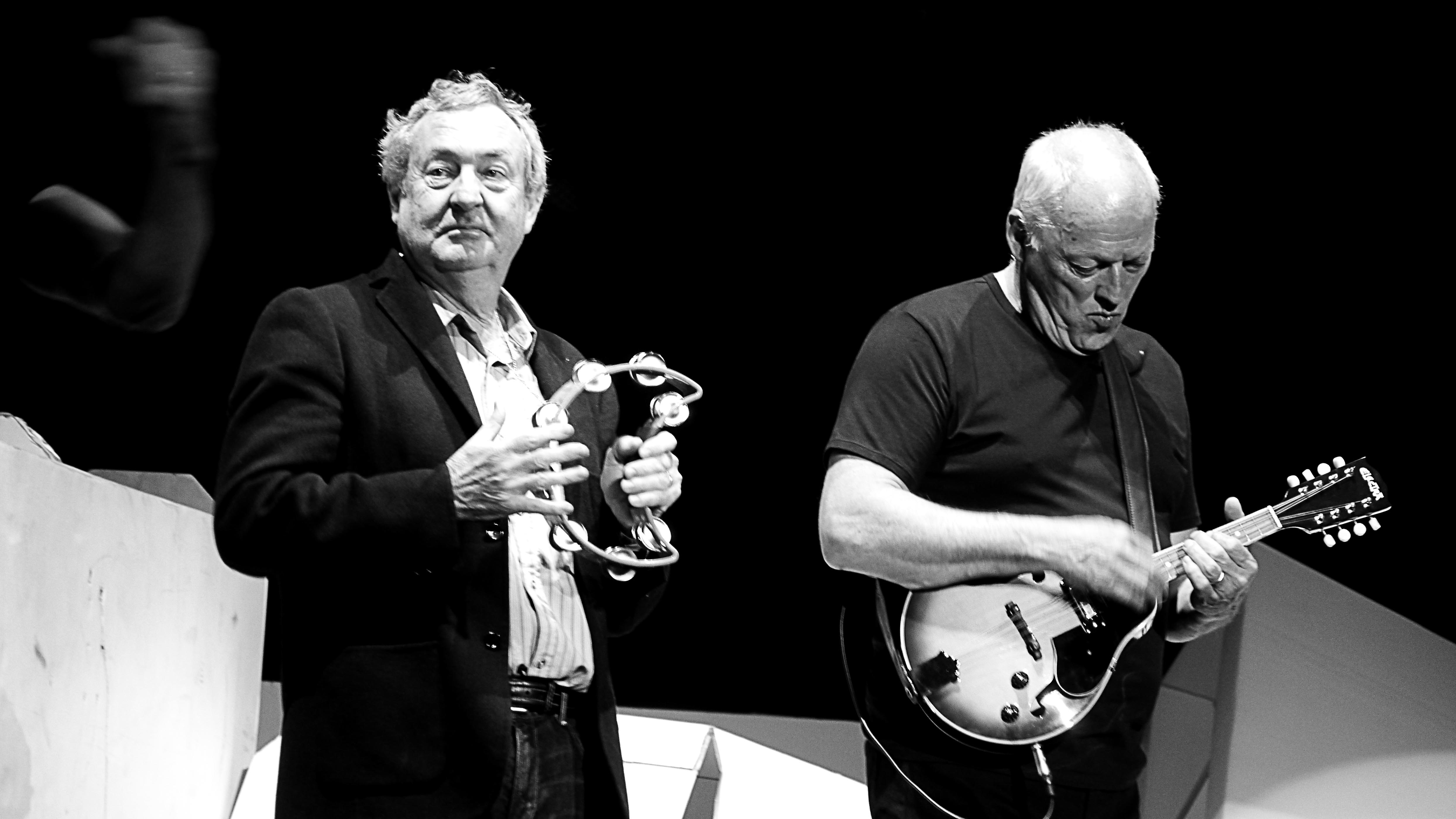
Perkusista Nick Mason i gitarzysta David Gilmour (2011)

The Endless River zawiera materiały nagrane w latach 1993–1994, które powstały podczas sesji nagraniowych The Division Bell (te sesje nagraniowe odbywały się w Britannia Row Studios i w studiu Astoria). Perkusista zespołu Nick Mason określił je jako ambientowe i opisał, że były postrzegane jako kolejny album, wstępnie nazwany The Big Spliff. Początkowo zespół planował go wydać, jednak później z tego zrezygnowano. W 2012 roku Gilmour i Mason zdecydowali o przejrzeniu nagrań Wrighta zrobionych po jego śmierci, aby stworzyć nowy album sygnowany pod nazwą Pink Floyd. Tylko mała część projektu The Big Spliff została wykorzystana.
Prace nad tym nowym albumem trwały w latach 2013–2014 w studiu Astoria i w Medina Studios. Dopiero 5 lipca 2014, żona Davida Gilmoura, Polly Samson, ujawniła ten fakt za pośrednictwem serwisu Twitter. Jednocześnie podała tytuł płyty, jak i przybliżoną datę wydania. Oficjalna zapowiedź nastąpiła dwa dni później poprzez opublikowanie informacji na stronie zespołu.
Za projekt okładki albumu odpowiedzialny jest Egipcjanin Ahmed Emad Eldin. Eldin został zauważony przez zespół Aubreya Powella, współzałożyciela firmy Hipgnosis projektującej okładki płyt. Będąc fanem Pink Floyd zaakceptował ofertę z entuzjazmem. Jego praca została pozytywnie przyjęta przez Powella, który opisał okładkę jako enigmatyczną i otwartą do interpretacji.
David Gilmour zapowiedział, że album będzie ostatnim w ich dyskografii.

## Lista utworów
Opracowano na podstawie materiału źródłowego
| Nr  | Tytuł utworu                   |                               |      | Długość |
| --- | ------------------------------ | ----------------------------- | ---- | ------- |
| 1.  | „Things Left Unsaid”           | David Gilmour, Richard Wright | 4:27 |         |
| 2.  | „It’s What We Do”              | Gilmour, Wright               | 6:18 |         |
| 3.  | „Ebb and Flow”                 | Gilmour, Wright               | 1:56 |         |
| 4.  | „Sum”                          | Gilmour, Nick Mason, Wright   | 4:50 |         |
| 5.  | „Skins”                        | Gilmour, Mason, Wright        | 2:38 |         |
| 6.  | „Unsung”                       | Wright                        | 1:08 |         |
| 7.  | „Anisina”                      | Gilmour                       | 3:17 |         |
| 8.  | „The Lost Art of Conversation” | Wright                        | 1:43 |         |
| 9.  | „On Noodle Street”             | Gilmour, Wright               | 1:43 |         |
| 10. | „Night Light”                  | Gilmour, Wright               | 1:43 |         |
| 11. | „Allons-y (1)”                 | Gilmour                       | 1:58 |         |
| 12. | „Autumn’68”                    | Wright                        | 1:38 |         |
| 13. | „Allons-y (2)”                 | Gilmour                       | 1:33 |         |
| 14. | „Talkin’ Hawkin’”              | Gilmour, Wright               | 3:30 |         |
| 15. | „Calling”                      | Gilmour, Anthony Moore        | 3:38 |         |
| 16. | „Eyes to Pearls”               | Gilmour                       | 1:52 |         |
| 17. | „Surfacing”                    | Gilmour                       | 2:47 |         |
| 18. | „Louder Than Words”            | Gilmour, Polly Samson         | 6:37 |         |

W utworze „Talkin' Hawkin'” można usłyszeć generowany elektronicznie głos brytyjskiego fizyka Stephena Hawkinga.

## Twórcy (śpiew i instrumenty)
- David Gilmour – śpiew, gitara, gitara basowa, instrumenty klawiszowe
- Nick Mason – perkusja
- Richard Wright – śpiew, instrumenty klawiszowe i organy Hammonda
- Guy Pratt – gitara basowa
- Bob Ezrin – gitara basowa
- Andy Jackson(inne języki) – gitara basowa i efekty dźwiękowe
- Jon Carin – instrumenty klawiszowe
- Damon Iddins – instrumenty klawiszowe
- Anthony Moore – instrumenty klawiszowe
- Gilad Atzmon – saksofon i klarnet
- kwartet smyczkowy „Escala”:
  - Chantal Leverton – altówka
  - Victoria Lyon – skrzypce
  - Helen Nash – wiolonczela
  - Honor Watson – skrzypce